# Jerry Lalrinzuala
Jerry Lalrinzuala (Mizoram, 13 luglio 1998) è un calciatore indiano, difensore svincolato.

## Carriera

### Club
Ha giocato nella prima divisione indiana.

### Nazionale
Ha giocato nelle nazionali giovanili indiane Under-17 ed Under-20.
Tra il 2017 ed il 2019 ha giocato complessivamente 9 partite con la nazionale indiana.

## Statistiche

### Presenze e reti nei club
| Stagione          | Squadra           | Campionato        | Campionato | Campionato | Coppe nazionali | Coppe nazionali | Coppe nazionali | Coppe continentali | Coppe continentali | Coppe continentali | Altre coppe | Altre coppe | Altre coppe | Totale | Totale |
| Stagione          | Squadra           | Comp              | Pres       | Reti       | Comp            | Pres            | Reti            | Comp               | Pres               | Reti               | Comp        | Pres        | Reti        | Pres   | Reti   |
| ----------------- | ----------------- | ----------------- | ---------- | ---------- | --------------- | --------------- | --------------- | ------------------ | ------------------ | ------------------ | ----------- | ----------- | ----------- | ------ | ------ |
| 2016              | Chennaiyin        | ISL               | 13         | 1          | -               | -               | -               | -                  | -                  | -                  | -           | -           | -           | 13     | 1      |
| 2017-2018         | DSK Shivajians    | IL                | 18         | 0          | -               | -               | -               | -                  | -                  | -                  | -           | -           | -           | 18     | 0      |
| 2017-2018         | Chennaiyin        | ISL               | 20         | 0          | SC              | 1               | 0               | -                  | -                  | -                  | -           | -           | -           | 21     | 0      |
| 2018-2019         | Chennaiyin        | ISL               | 10         | 0          | SC              | 2               | 0               | AFC Cup            | 5                  | 0                  | -           | -           | -           | 17     | 0      |
| 2019-2020         | Chennaiyin        | ISL               | 11+3       | 0          | SC              | -               | -               | -                  | -                  | -                  | -           | -           | -           | 14     | 0      |
| 2020-2021         | Chennaiyin        | ISL               | 19         | 0          | -               | -               | -               | -                  | -                  | -                  | -           | -           | -           | 19     | 0      |
| 2021-2022         | Chennaiyin        | ISL               | 18         | 0          | -               | -               | -               | -                  | -                  | -                  | -           | -           | -           | 18     | 0      |
| Totale Chennaiyin | Totale Chennaiyin | Totale Chennaiyin | 94         | 1          |                 | 3               | 0               |                    | 5                  | 0                  |             | -           | -           | 102    | 1      |
| 2022-2023         | East Bengal       | ISL               | 19         | 0          | SC              | 0               | 0               | -                  | -                  | -                  | DC          | 3           | 0           | 22     | 0      |
| 2023-2024         | Odisha            | ISL               | 20+3       | 0          | SC              | 5               | 0               | AFC Cup            | 8                  | 1                  | DC          | 0           | 0           | 36     | 1      |
| 2024-2025         | Odisha            | ISL               | 19         | 0          | SC              | 0               | 0               | -                  | -                  | -                  | DC+BT       | -+5         | -+0         | 24     | 0      |
| Totale Odisha     | Totale Odisha     | Totale Odisha     | 42         | 0          |                 | 5               | 0               |                    | 8                  | 1                  |             | 5           | 0           | 60     | 1      |
| Totale carriera   | Totale carriera   | Totale carriera   | 173        | 1          |                 | 8               | 0               |                    | 13                 | 1                  |             | 8           | 0           | 202    | 2      |

### Cronologia presenze e reti in nazionale
| Cronologia completa delle presenze e delle reti in nazionale ― India | Cronologia completa delle presenze e delle reti in nazionale ― India | Cronologia completa delle presenze e delle reti in nazionale ― India | Cronologia completa delle presenze e delle reti in nazionale ― India | Cronologia completa delle presenze e delle reti in nazionale ― India | Cronologia completa delle presenze e delle reti in nazionale ― India | Cronologia completa delle presenze e delle reti in nazionale ― India | Cronologia completa delle presenze e delle reti in nazionale ― India |
| Data                                                                 | Città                                                                | In casa                                                              | Risultato                                                            | Ospiti                                                               | Competizione                                                         | Reti                                                                 | Note                                                                 |
| -------------------------------------------------------------------- | -------------------------------------------------------------------- | -------------------------------------------------------------------- | -------------------------------------------------------------------- | -------------------------------------------------------------------- | -------------------------------------------------------------------- | -------------------------------------------------------------------- | -------------------------------------------------------------------- |
| 6-6-2017                                                             | Mumbai                                                               | India                                                                | 1 – 2                                                                | Nepal                                                                | Amichevole                                                           | -                                                                    | 63’                                                                  |
| 19-8-2017                                                            | Mumbai                                                               | India                                                                | 2 – 1                                                                | Mauritius                                                            | Amichevole                                                           | -                                                                    | 86’                                                                  |
| 14-11-2017                                                           | Goa                                                                  | India                                                                | 2 – 2                                                                | Birmania                                                             | Qual. Coppa d'Asia 2019                                              | -                                                                    |                                                                      |
| 27-3-2018                                                            | Biškek                                                               | Kirghizistan                                                         | 2 – 1                                                                | India                                                                | Qual. Coppa d'Asia 2019                                              | -                                                                    | 46’                                                                  |
| 7-6-2018                                                             | Mumbai                                                               | India                                                                | 1 – 2                                                                | Nuova Zelanda                                                        | Coppa Intercontinentale 2018 - 1º turno                              | -                                                                    | 88’                                                                  |
| 9-9-2018                                                             | Dacca                                                                | India                                                                | 2 – 0                                                                | Maldive                                                              | SAFF Championship 2018 - 1º turno                                    | -                                                                    |                                                                      |
| 17-11-2018                                                           | Amman                                                                | India                                                                | 1 – 2                                                                | Giordania                                                            | Amichevole                                                           | -                                                                    | 46’                                                                  |
| 13-7-2019                                                            | Ahmedabad                                                            | India                                                                | 2 – 5                                                                | Corea del Nord                                                       | Intercontinental Cup 2019 - 1º turno                                 | -                                                                    |                                                                      |
| 16-7-2019                                                            | Ahmedabad                                                            | India                                                                | 1 – 1                                                                | Siria                                                                | Intercontinental Cup 2019 - 1º turno                                 | -                                                                    | 74’                                                                  |
| Totale                                                               |                                                                      | Presenze                                                             | 9                                                                    |                                                                      | Reti                                                                 | 0                                                                    |                                                                      |

## Palmarès

### Club
- Indian Super League: 1

Chennaiyin: 2017-2018

### Nazionale
- Coppa Intercontinentale (India): 1

2018

### Individuale
- Indian Super League Emerging Player of the League: 1

Chennaiyin: 2016